# Agave ovatifolia
Agave ovatifolia là một loài thực vật có hoa trong họ Măng tây. Loài này được G.D.Starr & Villarreal mô tả khoa học đầu tiên năm 2002.